# Yves Débonnaire
Pour les articles homonymes, voir Débonnaire.
Yves Debonnaire, né le 12 décembre 1956 à Vevey, est un footballeur suisse, aux origines vaudoises et valaisannes, reconverti en entraîneur, puis sélectionneur.

## Biographie

### Carrière de footballeur
Yves Debonnaire est un footballeur suisse. Il marque son premier but à l'âge de 18 ans en LNA en mars 1975,.

### Carrière d'entraîneur
Il est le dernier entraîneur suisse à avoir joué de l'autre côté du mur de Berlin avant sa chute. Il a travaillé avec l'Association suisse de football pendant plusieurs années, en tant que sélectionneur des moins de 15 ans, des moins de 16 ans et des moins de 17 ans,,,. Il a également collaboré avec l’Association valaisanne de football et le FC Sion pour la formation des juniors.

## Vie privée
Il est père de trois footballeurs, dont Mathieu (en), ancien gardien du FC Lausanne-Sport.